# Joop de Kubber
Janus Jan (Joop of Jep) de Kubber (Goes, 7 mei 1927 – Rijswijk (Zuid-Holland), 10 juli 2002) was een Nederlands voetballer die als middenvelder speelde.
De Kubber begon zijn loopbaan bij VUC in Den Haag. Hij werd in 1950 prof bij Girondins de Bordeaux waarvoor hij in 104 wedstrijden vier doelpunten maakte. In 1953 speelde hij mee in de watersnoodwedstrijd. Vanaf 1956 speelde hij voor BVC Amsterdam dat in 1958 fuseerde tot DWS/A. Hij beëindigde zijn loopbaan in 1961 vanwege een 'voetbalknie' na 93 wedstrijden voor de Amsterdamse clubs gespeeld te hebben.
In 1956 werd hij eenmaal geselecteerd voor het Nederlands voetbalelftal als vervanger van Jan Klaassens. De Kubber wees de invitatie af toen hij hoorde dat Klaassens daar zwaar teleurgesteld over was. Hierna werd hij niet meer opgeroepen. Wel kwam hij uit voor het Nederlands militair voetbalelftal.
Nadat hij gestopt was als actief voetballer bleef hij in dienst bij DWS/A als tweede trainer. Vanaf april 1962 verving hij de zieke hoofdcoach Toon van den Enden maar De Kubber kon niet voorkomen dat DWS/A degradeerde uit de Eredivisie.
Van 1967 tot 1969 was hij trainer van VUC. Ook trainde hij KFC en in twee periodes LVV Lugdunum. Hij was werkzaam bij Wilma Bouw Den Haag, een bouwbedrijf. De Kubber was in 1953 gehuwd en kreeg drie kinderen.

## Carrièrestatistieken
| Seizoen         | Club            | Land            | Competitie      | Competitie | Competitie | Beker | Beker | Internationaal | Internationaal | Overig | Overig | Totaal | Totaal |
| Seizoen         | Club            | Land            | Competitie      | Wed.       | Dlp.       | Wed.  | Dlp.  | Wed.           | Dlp.           | Wed.   | Dlp.   | Wed.   | Dlp.   |
| --------------- | --------------- | --------------- | --------------- | ---------- | ---------- | ----- | ----- | -------------- | -------------- | ------ | ------ | ------ | ------ |
| 1956/57         | BVC Amsterdam   | Nederland       | Eredivisie      | 31         | 0          | –     | 0     | 0              | 0              | 0      | 0      | 31     | 0      |
| 1957/58         | BVC Amsterdam   | Nederland       | Eredivisie      | 33         | 0          | –     | 0     | –              | –              | 0      | 0      | 33     | 0      |
| 1958/59         | DWS/A           | Nederland       | Eredivisie      | 8          | 0          | –     | 0     | –              | –              | 0      | 0      | 8      | 0      |
| 1959/60         | DWS/A           | Nederland       | Eredivisie      | 20         | 0          | –     | –     | –              | –              | 0      | 0      | 20     | 0      |
| 1960/61         | DWS/A           | Nederland       | Eredivisie      | 1          | 0          | –     | 0     | –              | –              | 0      | 0      | 1      | 0      |
| Carrière totaal | Carrière totaal | Carrière totaal | Carrière totaal | 93         | 0          | –     | –     | 0              | –              | –      | –      | 93     | 0      |